# Анилин
Анили́н (аминобензол, фениламин) — органическое соединение с формулой C6H5NH2, родоначальник класса ароматических аминов. Представляет собой бесцветную маслянистую жидкость с характерным запахом, немного плотнее воды и плохо в ней растворим, хорошо растворяется в органических растворителях. На воздухе быстро окисляется и приобретает красно-бурую окраску. Весьма токсичен. Название «анилин» происходит от названия одного из растений, содержащих индиго — Indigofera anil (современное международное название растения — Indigofera suffruticosa).

## История
Впервые анилин был получен в 1826 году при перегонке индиго с известью немецким химиком Отто Унфердорбеном, который дал ему название «кристаллин».
В 1834 году Фридлиб Фердинанд Рунгe обнаружил анилин в каменноугольной смоле и назвал «кианолом».
В 1840 году Юлий Фрицше получил анилин нагреванием индиго с раствором гидроксида калия и назвал его «анилином».
В 1842 году Николай Зинин получил анилин восстановлением нитробензола действием (NH4)2S и назвал его «бензидамом».
В 1843 году Август Вильгельм Гофман установил идентичность всех перечисленных соединений.
Промышленное производство фиолетового красителя мовеина на основе анилина началось в 1856 году.

## Получение
В промышленности анилин получают в две стадии. На первой стадии бензол нитруется смесью концентрированной азотной и серной кислот при температуре 50—60 °C, в результате образуется нитробензол. На втором этапе нитробензол гидрируют при температуре 200—300 °C в присутствии катализаторов (Сu/SiO2 или Pd/Al2O3):
Впервые восстановление нитробензола было произведено с помощью железа:
{\displaystyle {\mathsf {4C_{6}H_{5}NO_{2}+9Fe+4H_{2}O\rightarrow 4C_{6}H_{5}NH_{2}+3Fe_{3}O_{4}}}}
Другим способом получение анилина является восстановление нитросоединений — реакция Зинина:
{\displaystyle {\mathsf {C_{6}H_{5}NO_{2}+3(NH_{4})_{2}S\rightarrow C_{6}H_{5}NH_{2}+6NH_{3}+3S+2H_{2}O}}}
Также, в анилин — идёт восстановление нитробензола цинком в присутствии избытка соляной кислоты.
{\displaystyle {\mathsf {Zn+2HCl\rightarrow ZnCl_{2}+H_{2}\uparrow }}};
{\displaystyle {\mathsf {C_{6}H_{5}NO_{2}+3H_{2}\rightarrow C_{6}H_{5}NH_{2}+2H_{2}O}}};
И этот избыток связывает образующийся анилин в соль под названием хлорид фениламмония (анилин солянокислый):
{\displaystyle {\mathsf {C_{6}H_{5}NH_{2}+HCl\rightarrow [C_{6}H_{5}NH_{3}]^{+}Cl^{-}}}};
Эта соль легко растворима в образующейся при этом воде и может быть выкристаллизована из неё,
к тому же после обработки щелочью хлорид фениламмония — даёт анилин:
{\displaystyle {\mathsf {[C_{6}H_{5}NH_{3}]^{+}Cl^{-}+Na^{+}OH^{-}{\xrightarrow[{}]{NaOH,\ -NaCl}}\ C_{6}H_{5}NH_{2}+NaCl+H_{2}O}}}

## Химические свойства
Для анилина характерны реакции как по аминогруппе, так и по ароматическому кольцу. Особенности этих реакций обусловлены взаимным влиянием атомов. С одной стороны, бензольное кольцо ослабляет основные свойства аминогруппы по сравнению с алифатическими аминами и даже с аммиаком. С другой стороны, под влиянием аминогруппы бензольное кольцо становится более активным в реакциях замещения, чем бензол. Хорошо галогенируется, нитруется и сульфируется. Например, анилин энергично реагирует с бромной водой с образованием 2,4,6-триброманилина (белый осадок). С HNO2 даёт диазосоединения.

### Окисление
В отличие от аминов алифатического ряда, ароматические амины легко окисляются. Примером может служить реакция хромовой смеси с анилином, в результате образуется краситель «чёрный анилин».
Классическая реакция окисления анилина дихроматом калия в кислой среде часто используется как качественная реакция на анилин:
{\displaystyle {\mathsf {6C_{6}H_{5}NH_{2}+4K_{2}Cr_{2}O_{7}+19H_{2}SO_{4}\rightarrow }}}
{\displaystyle {\mathsf {6C_{6}H_{4}O_{2}+4K_{2}SO_{4}+4Cr_{2}(SO_{4})_{3}+3(NH_{4})_{2}SO_{4}+16H_{2}O}}}
Аналитическим эффектом в данном случае служит появление окраски раствора от тёмно-синей до чёрной. Как и в большинстве реакций окисления анилина, продуктами являются различные Хиноны.
Другой качественной реакцией на анилин, очень чувствительной, является окисление анилина хлорной известью, при котором появляется фиолетовое окрашивание.

### Реакции электрофильного замещения
Аминогруппа, являясь заместителем первого рода, оказывает сильное активирующее влияние на бензольное кольцо, из-за чего при нитровании может произойти окисление молекулы анилина. Для предотвращения окисления аминогруппу перед нитрованием «защищают» ацилированием.

### Реакции на азот
С азотистой кислотой образует катион диазония, например:
{\displaystyle {\mathsf {C_{6}H_{5}NH_{2}+NaNO_{2}+2HCl\rightarrow C_{6}H_{5}N_{2}^{+}Cl^{-}+NaCl+2H_{2}O}}}
Эта реакция может быть использована для получения фенола, если вместо соляной кислоты использовать разбавленную серную:
{\displaystyle {\mathsf {2C_{6}H_{5}NH_{2}+2NaNO_{2}+2H_{2}SO_{4}\rightarrow (C_{6}H_{5}N_{2}^{+})_{2}SO_{4}^{2-}+Na_{2}SO_{4}+4H_{2}O\rightarrow 2C_{6}H_{5}OH+2N_{2}\uparrow +Na_{2}SO_{4}+H_{2}SO_{4}+2H_{2}O}}}
Где сначала образуется та же диазониевая соль, которая при нагревании в разбавленном водном растворе гидролизуется и разлагается до фенола, при этом выделяется молекулярный азот.
В связи с нестойкостью азотистой кислоты её часто заменяют нитритом щелочного металла в кислой среде. Диазониевые соли используют для реакции Зандмейера.

### Другие реакции
Гидрирование анилина в присутствии никелевого катализатора даёт циклогексиламин.
Анилин взаимодействует с соляной кислотой с образованием хлорида фениламмония:
{\displaystyle {\mathsf {C_{6}H_{5}NH_{2}+HCl\rightarrow [C_{6}H_{5}NH_{3}]Cl}}}
Анилин взаимодействует с бромом и даже бромной водой с образованием 2,4,6-триброманилина:
{\displaystyle {\mathsf {C_{6}H_{5}NH_{2}+3Br_{2}\rightarrow C_{6}H_{2}Br_{3}NH_{2}+3HBr\uparrow }}}

## Производство и применение
Изначально анилин получали восстановлением нитробензола молекулярным водородом; практический выход анилина не превышал 15 %. При взаимодействии концентрированной соляной кислоты с железом выделялся атомарный водород, более химически активный по сравнению с молекулярным. Реакция Зинина является более эффективным методом получения анилина. В реакционную массу вливали нитробензол, который восстанавливается до анилина.
По состоянию на 2002 год, в мире основная часть производимого анилина используется для производства метилдиизоцианатов, используемых затем для производства полиуретанов. Анилин также используется при производстве искусственных каучуков, гербицидов и красителей (фиолетового красителя мовеина).
В России он в основном применяется в качестве полупродукта в производстве красителей, взрывчатых веществ и лекарственных средств (сульфаниламидные препараты), но в связи с ожидаемым ростом производства полиуретанов возможно значительное изменение картины в среднесрочной перспективе.

## Биологические свойства
Анилин — высокотоксичное вещество. В больших концентрациях фениламин оказывает негативное воздействие на центральную нервную систему. Кровеносный яд, вызывает кислородное голодание организма за счёт образования в крови метгемоглобина, гемолиза и дегенеративных изменений эритроцитов.
В организм анилин проникает при дыхании, в виде паров, а также через кожу и слизистые оболочки. Всасывание через кожу усиливается при нагреве воздуха или приёме алкоголя.
При лёгком отравлении анилином наблюдаются слабость, головокружение, головная боль, синюшность губ, ушных раковин и ногтей. При отравлениях средней тяжести также наблюдаются тошнота, рвота, иногда, шатающаяся походка, учащение пульса. Тяжёлые случаи отравления аминобензолом крайне редки.
При хроническом отравлении анилином (анилизм) возникают токсический гепатит, а также нервно-психические нарушения, расстройство сна, снижение памяти и т. д.
При отравлении анилином необходимо прежде всего удаление пострадавшего из очага отравления, обмывание тёплой (но не горячей) водой. Также применяют введение антидотов (метиленовая синь), сердечно-сосудистые средства или вдыхание карбогена. Пострадавшему надо обеспечить покой.
Предельно допустимая концентрация анилина в воздухе рабочей зоны 0,3 мг/м3 по ГОСТ 313-77. В водоёмах (при их промышленном загрязнении) — ПДК 0,1 мг/л (100 мг/м3).
В соответствии с ГОСТ 12.1.007-76 аминобензол относится ко II классу опасности.

## Охрана труда
Порог восприятия запаха анилина человеком может быть, например, 0,37-2,82 мг/м3; 3,8 мг/м3. ПДК аминобензола в воздухе рабочей зоны 0,3 мг/м3 (максимальная разовая) и 0,1 мг/м3 (средняя сменная за 8 часов).